# Divadlo Rokoko
Divadlo Rokoko je pražská divadelní scéna, která se nalézá v suterénu východního křídla paláce Rokoko (takzvané Šupichovy domy) čp. 794/II na Václavském náměstí 38, v městské části Praha 1 na Novém Městě, v bezprostředním sousedství Paláce Lucerna.

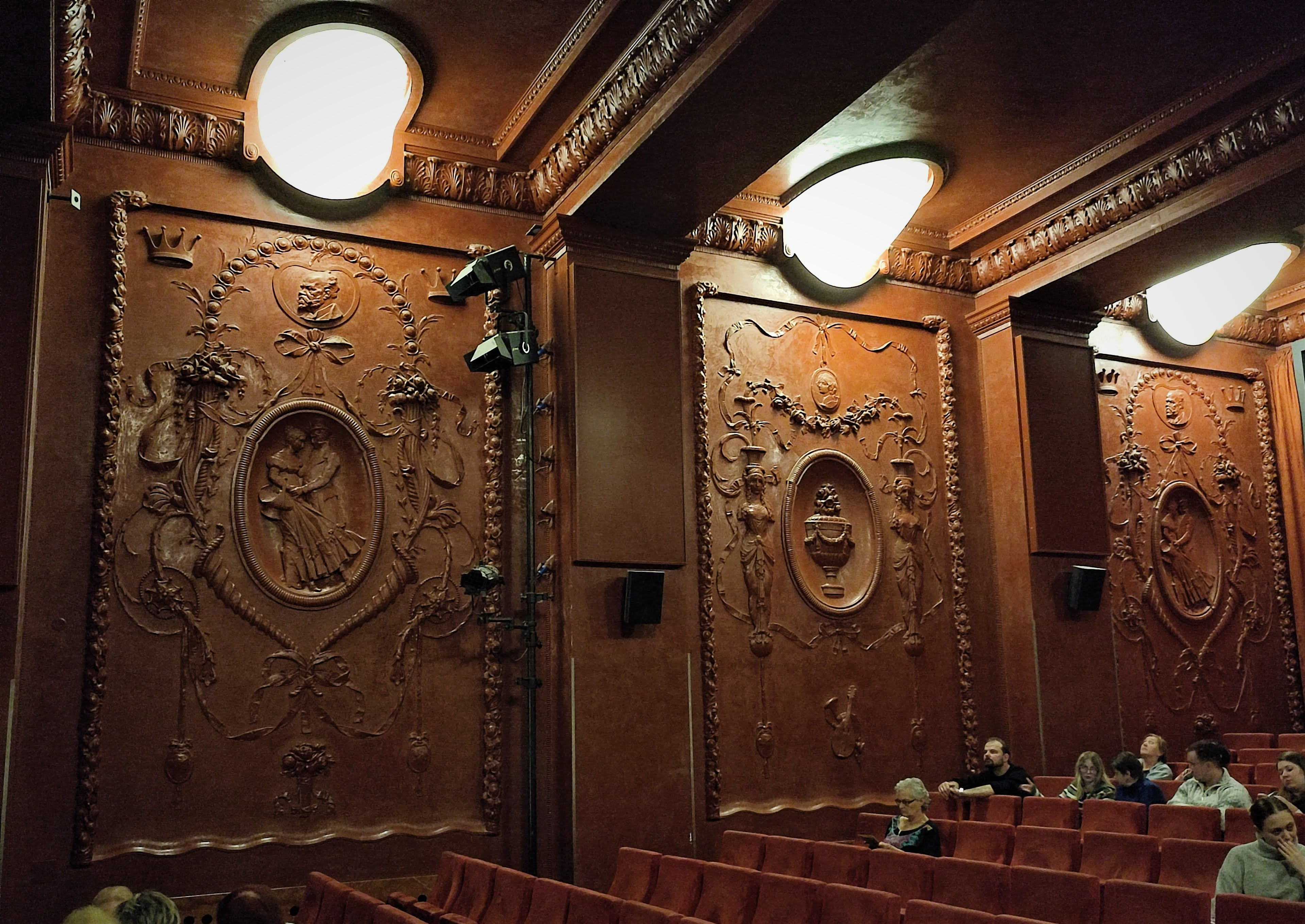
Hlediště Divadla Rokoko

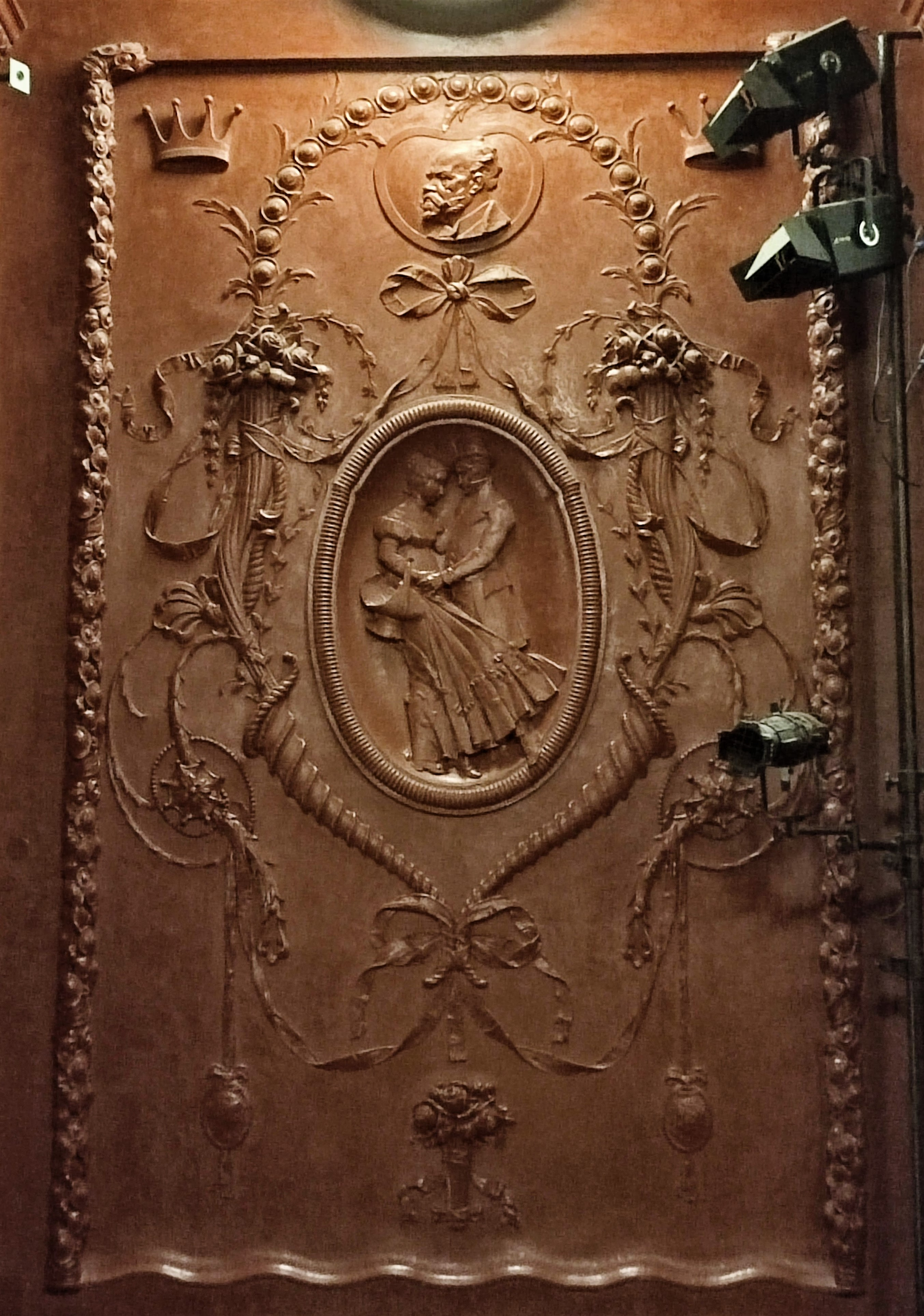
Hlediště: štukový reliéf s hlavou Antonína Dvořáka a tanečním párem v rámu z rohů hojnosti

## Dějiny

### První desetiletí
Tyto podzemní prostory byly uvedeny do provozu v době první světové války v letech 1915–1916, kdy zde byl zřízen Kabaret Rokoko, jehož ředitelem se stal Karel Hašler. Jeho tehdejší repertoár byl poskládán ze šansonů, skečů a různých parodických scének a vystupoval v něm například Ferenc Futurista.
V roce 1916 převzal po Karlu Hašlerovi řízení kabaretu Eduard Bass, díky němu se zde poprvé setkali budoucí protagonisté legendárního kabaretu Červená sedma.
Se vznikem Československé republiky se opět změnilo vedení podniku, v roce 1918 se jeho uměleckým šéfem se stal O. Hanuš. Členové Bassovy a Longenovy Červené sedmy později odešli, což mělo za následek, že podnik ekonomicky upadal. Z tohoto důvodu v roce 1923 získal prostor do pronájmu Vlasta Burian, nicméně ani on zde nevydržel dlouho a v roce 1925 odešel do svého vlastního Divadla Vlasty Buriana.

### Mezi světovými válkami
V meziválečném období v době 1. československé republiky se na zdejší scéně vystřídala většina tehdejších úspěšných komiků, mimo jiné třeba Karel Hašler, Jára Kohout a Ferenc Futurista. Toto období trvalo do roku 1935, v divadelní sezóně 1935/1936 zde krátce působilo Spoutané divadlo (což byl někdejší alternativní název Osvobozeného divadla). V roce 1936 zde působil Jiří Trnka a jeho Dřevěné divadlo. Hrály se zde také operety a různé varietní a artistické produkce.

### Těsně po 2. světové válce
Divadlo zůstalo po válce uzavřeno a sloužilo jako skladiště. V roce 1948 zde byla dokonce zřízena závodní jídelna. Nicméně k obnově zdejšího kulturního provozu nakonec došlo díky činnosti členů bývalého vojenského uměleckého souboru letectva Vítězná křídla, po roce 1955 již začleněných v rámci Pražského estrádního souboru, který neměl stálou scénu a sál v roce 1957 znovu objevil a opravil, takže 1. 3. 1958 Divadlo Rokoko mohlo zahájit svoji činnost

### Padesátá a šedesátá léta
Od roku 1958 tak nastal úspěšný rozvoj scény pod vedením Darka Vostřela, který až do roku 1972 vedl zdejší soubor jako ředitel. Společně s komikem Jiřím Šaškem zde také vytvořil známou komickou dvojici.
V 60. letech došlo k výraznější orientaci na tehdy moderní hudebně-dramatické formy a toto divadlo začalo konkurovat tehdy velmi populárnímu Divadlu Semafor, které sídlilo nedaleko odtud.
V oné době zde působili mnozí tehdy začínající zpěváci pop music – mimo jiné například Marta Kubišová, Helena Vondráčková, Václav Neckář, Waldemar Matuška, Jitka Zelenková, Pavlína Filipovská, Valérie Čižmárová, Eva Pilarová, Karel Hála, Karel Štědrý, Hana Hegerová i Olympic. Repertoár divadla tvořily zejména kabaretní pásma a hudební recitály. Díky Ivo Fischerovi, který v Divadle Rokoko tehdy působil jako scenárista a dramaturg, zde ve spolupráci se skladatelem Zdeňkem Petrem vznikly původní české muzikály Filosofská historie a Pan Pickwick. Známé byly i zdejší Rokokokoktejly.

### Za normalizace v 70. letech
Na počátku 70. let se zdejší repertoár kvůli probíhající normalizaci postupně zaměřil prakticky pouze na recitály jednotlivých skupin a zpěváků.
Tehdejší divadelní soubor byl definitivně zrušen dne 30. června 1974, v roce 1975 divadlo přešlo definitivně do svazku Městských divadel pražských a bylo tak de facto organizačně přidruženo k Divadlu ABC a Divadlu Komedie, kde setrvává až doposud. V té době zde působily i některé další pozoruhodné umělecké soubory, například Kreslené divadlo F. Kratochvíla nebo baletní skupina Pavla Šmoka.

### Po roce 1989
V letech 1991–1993 ve zdejších prostorách krátce hrál i Divadelní spolek Kašpar pod vedením Jakuba Špalka, nicméně po dvou letech se tato divadelní skupina rozešla do jiných pražských scén.
V sezóně 1993/1994 zde působila skupina pocházející z ústeckého Činoherního studia pod vedením Petra Poledňáka, s režiséry Janou Kališovou, Michalem Pavlíkem a Zdeňkem Potužilem.
Od roku 1995 pak divadlo umělecky vedl Zdeněk Potužil, který zde působil společně s režiséry Janou Kališovou a Ondřejem Zajícem. V té době se součástí divadla stal také zdejší divadelní bar, kde byla zřízena alternativní scéna s názvem Pruhovaná zebra.
Od sezóny 2004-06 tu působil umělecký šéf Tomáš Svoboda, který se na jevišti Rokoka pokoušel o výrazné a kontroverzní interpretace klasických děl (antická trilogie Oresteia) a současnou politickou satiru (Má vlast). Po dvou sezónách jeho působení došlo ke změně na postu ředitele Městských divadel pražských, kterým se nově stal Ondřej Zajíc. Ten znovu umělecky i organizačně spojil divadlo ABC a divadlo Rokoko. V rámci nového uspořádání se stal uměleckým šéfem divadel ABC i Rokoko režisér Petr Svojtka a Rokoko se stalo komornější scénou velkého činoherního souborového divadla. Jeho jeviště posloužilo hrám na vážné téma, autorským kusům, scénickým čtením a tzv. soirée – nepravidelným tematicky různorodým večerním pořadům.
Od sezony 2018/2019 se Rokoko profiluje jako klubové divadlo, určené pro současné české a světové drama se silným akcentem na původní domácí tvorbu, ale také jako prostor pro nepravidelnou dramaturgii zahrnující satiru, kabaret, revue, stand-up comedy, slampoetry aj. Touto dvojkolejností se Rokoko volně vrací k dramaturgické polaritě Rokoka v jeho nejsilnější poválečně éře v 60. letech.